# Алхамбра
Алхамбра (арап. الْحَمْرَاء = Ал Хамра што значи „црвена“, а потпуно име је било الْقَلْعَةُ ٱلْحَمْرَاءُ = Ал Келат Ал Хамра што значи „црвена тврђава“; шп.: Alhambra = Алхамбра) је дворац и утврђење маварских владара у Гранади у јужној Шпанији које је изграђено у 13. и 14. веку. Утврђење се налази на брдској заравни у југоисточном делу града Гранаде.
Дворац и утврђење су некада били седиште муслиманских владара Гранаде, а данас су једна од највећих туристичких атракција Шпаније. Алхамбра је најчувеније дело исламске уметности на тлу Шпаније и, једини дворац из доба маварских владара који је остао делимично недирнут. Данас су на зградама и баштама видљиве једино ситне преправке католичких владара из 16. века и касније. Карло V Хабзбуршки (24. фебруар 1500 — 21. септембар 1558), цар Светог римског царства је 1527. године подигао дворац унутар утврђења.
Као један од најзначајнијих шпанских средњовековних културних споменика Алхамбра је 1984. године увршћена на УНЕСКО-ву листу светске баштине у склопу заштићене целине Алхамбра, Хенералифе и Албајзин, Гранада.

## Порекло имена
Данашње име води порекло од арапске речи Ал-Хамра што значи „црвена“, а потпуно име је било Ал-Келат ал-Хамра што значи „црвена тврђава“. Сматра се да име града води порекло од боје црвене глине од које је утврђење изграђено. Међутим, раније је Алхамбра била прекривена белом бојом па постоје и мишљења која кажу да име града води порекло од боје бакљи које су осветљавале град ноћу. Остали аутори заступају став да је „Алхамбра“ једноставно женско име оснивача Абу Алахмар, што на арапском значи „црвена”.

## Историја
С обзиром да је Алхамбра завршена крајем муслиманске владавине деловима Шпаније она представља одраз културе последњих дана насридског емирата Гранада. Када је хришћанска Шпанија побеђивала Ал-Андалуз на овом месту су своје последње уточиште пронашли уметници и интелектуалци. Алхамбра представља изванредну мешавину природних елемената и елемената направљених од стране људске руке, што сведочи о умешности њених градитеља. Алхамбра је била међу 21-им кандидатом у избору за Седам нових светских чуда, али на крају није изабрана.
„Црвена тврђава“ се према арапским изворима најраније помиње у документима о бици између Арапа и Мулада током владавине Абдулаха ибн-Мухамеда (888—912). Мулади су били жестоко поражени од Арапа па су склониште потражили у малој „црвеној тврђави“ која се налазила у покрајни Елвира, односно данашњој Гранади. Од тог времена утврђење је било занемарено све до 11. века када га је обновио Самуел ибн Нагхрала, везир краља Бадиса из династије Зирида, како би заштитио мало јеврејско насеље које је било смештено на брду Сабиках. Међутим, из арапских текстова је уочљиво да је данашња тврђава подигнута у доба династије Насрида.
Мохамед-ибн Назар (или Наср), оснивач династије Насрида, је морао да пребегне у Хаен (шп. Jaén) како би избегао прогон од стране краља Фердинанда III (1217-1252), краља Леона и Кастиље, који је покушавао да ослободи Шпанију од Мавара. Ибн Наср је 1238. године ушао у Гранаду, кроз врата Елвире (шп. Puerta de Elvira). Након повлачења до Гранаде, ибн Наср је за своје пребивалиште изабрао Алхамбру. Неколико месеци касније је одлучио да започне изградњу нове Алхамбре која би више одговарала као седиште краља. Планови су предвиђали изградњу шест палата, од којих је пет груписано у североисточни део чинећи краљевски кварт, две кружне куле и бројних купатила. Током владавине династије Насрида Алхамбра је претворена у дворски град који поседује системе за наводњавање који се састоје од канала за заливање вртова Хенералифеа који се налази изван утврђења. Ибн Наср је изградио језгро прве палате, а његов син Мохамед II је изградио утврђење.
Алхамбру су 1492. године без борбе заузели Католички краљеви, краљица Изабела I од Кастиље (1474—1504) и краљ Фернандо II од Арагона (1479—1556), с обзиром да су до тада освојили све околне територије. Након тога она је постала краљевска палата.

## Изглед
Зараван на којој се налази Ахамбра је дугачка 740 м, а на најширем делу широка 205 м, односно заузима површину од 142.000 м². Смештена је на чврсто утврђеном положају, а утврђење је у основи имало одбрамбену функцију. Касније су на осталом делу заравни изграђени бројни дворци које су смештене уз релативно слабо утврђен зид који има тринаест кула. Већина кула је имала одбрамбену улогу, мада има и оних које су представљале видиковац.

### Утврђење
У утврђењу се налазила војна зона која је чинила центар одбране и надзора, а ту су смештене и најстарије грађевине целог комплекса. Неки од првих објеката су подигнути у 11. веку када су Арапи планирали да Гранаду претворе у престоницу краљевства Таиф (шп. Taifas). Главни објекти у утврђењу су:
- Кула Кубо (шп. Terraza de la Torre del Cubo) је полукружна кула која је грађена око 1586. године.
- Адарве је у 17. веку претворен у врт када је опао његов значај као одбрамбеног дела утврђења. На његовом крају се налази тераса са које се пружа прелеп поглед. Налази се на северној страни утврђења.
- Кула Бдења (шп. Torre de la Vela) је одбрамбени торањ од највећег војног значаја. Својом висином доминира изнад равнице Гранаде. Име куле потиче од звона које су поставили хришћани након освајња Алхамбре.
- Кула Помена (шп. La Torre del Homenaje) се налази на највишем делу утврђења, висока је 22 м, а унутар ње се налази шест спратова. На врху ове куле је био смештен осматрач који је имао значајну улогу приликом одбране.
- Кула Шпанских племића (шп. Torre de los Hidalgos)
- Трг Оружја (шп. Plaza de Armas) и тераса трга оружја (шп. Terraza de la plaza de Armas),
- Кула Усека (шп. La Torre Quebrada)
- Кула Адаргуеро (шп. La Torre Adarguero).

### Дворски комплекс Насрида
Дворски комплекс Насрида чини Дворац Комарес (шп. Palacio de Comares), који је најпре изграђен, и Дворац Лавова (шп. Palacio de los Leones). У овим дворцима се налазило седиште управе Насрида, као и њихове приватне одаје за живот и уживање. Комплекс је изграђен у првој трећини 14. века у оквиру чега се налазе следеће грађевине:

#### Мексуар
Мексуар (шп. Mexuar) је најстарија дворана у комплексу, која је током арапске ере бивала и судница за најважније случајеве. Имала је просторију која је била заштићена високим решеткама у којој је боравио султан и пратио суђења. На средини је кров био отворен. У позадини се налазила мала просторија оријентисана супротно од зида. Ова просторија је служила за молитву, а из ње се види Албајзин. Унутрашњост ове дворане је измењена интервенцијама у 16. и 20. веку. Након хришћанској освајања Мексуар је служио као капела. На излазу из дворане се налази башта са фонтаном у средини - Башта Мексуар (шп. Patio del Mexuar) и собом са леве стране - Златаста соба (шп. Cuarto Dorado).
На фасади собе се истичу стубови улазних врата. Унутра је плафон израђен од кедровине, боровине и украшен шкољкама. Са страна су постављене правоугаоне плочице од керамике. Соба је украшена готским сликама, амблемима и грбовима из доба Католичких краљева. Из собе води двоја врата, једна воде ка дворцу, док друга не воде никуда и имала су улогу збуњивања уљеза и лопова.

#### Дворац Комарес
Дворац Комарес (шп. Palacio de Comares) је изграђен 1370. године по наредби Мохамеда V. Он се састоји од:
- Двориште благослова или мирти (шп. Patio de la Alberca o de los Arrayanes) је централни део дворца Комарес. Са обе стране базена, који заузима највећи део дворишта, је засађена Мирта (лат. Myrtus communis). И у овој башти је присутна вода у којој се огледа величанствена кула дворца Комарес. Са једне стране базена се налази галерија, а из ње се улази у бродску собу.
- Бродска соба (шп. Sala de la Barca) је добила ово име зато што има облик бродског трупа. Соба има облик правоугаоника дужине 24 м, а ширине 4,35 м. У овој соби се налази полукупола која је уништена у пожару 1890. године, а обновљена је 1964. године. Зидови собе су украшени богатом пластиком, а доминирају арапске речи „благослов“ и мото династије Насрида „Само је бог победник“.
- Кула дворане Комарес или Салон Амбасадора (шп. Torre de Comares Salón de Comares o Salón de los Embajadores).

#### Дворац лавова
Дворац лавова чине: Дворана Моцарабес (шп. Sala de los mocárabes), Двориште Лавова (шп. Patio de los Leones), Фонтана Лавова (шп. Fuente de los Leones), Дворана Абенсерахес (шп. Sala de los Abencerrajes), Дворана краљева (шп. Sala de los Reyes), Дворана две сестре (шп. Sala de las Dos Hermanas) и видиковац Линдахара (шп. Mirador de Lindajara).